# تسويق الأدوية

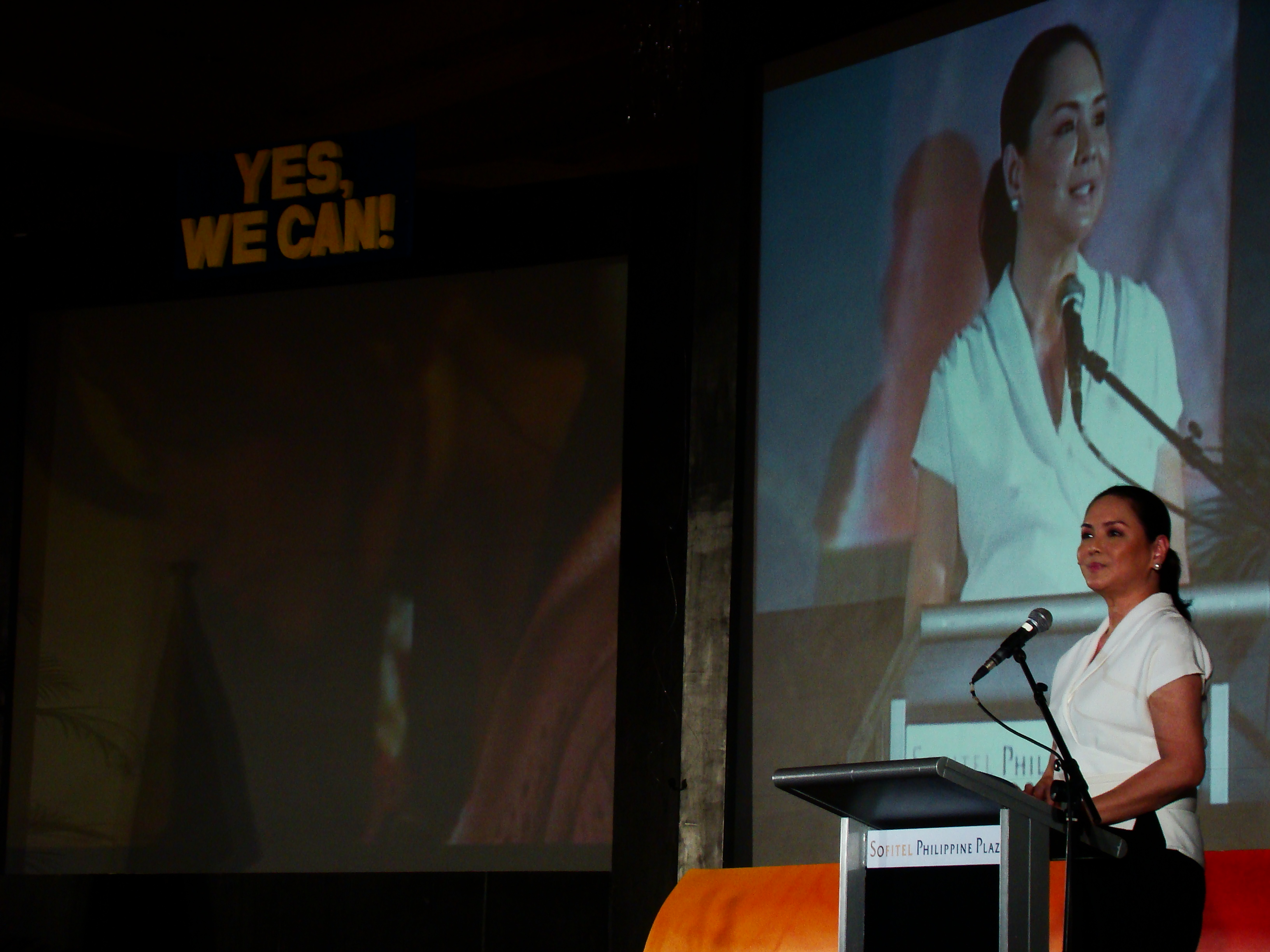

تسويق الأدوية : أحيانا يسمى بالتسويق الطبي وفي بعض الدول يسمى بتسويق الفارما (الشركة التي تصنع وتبيع الأدوية) وهي عبارة عن العمل من خلال تقديم إعلانات أو الترويج لبيع المستحضرات الطبية والعقاقير.
العديد من الدول تضع حدود لمنع الدعاية المقدمة من شركات الأدوية.
لأن ميزانية شركات الأدوية في مجال التسويق يتجاوز ميزانيتها في البحث العلمي.حيث أن كندا تنفق حوالي 1,7 مليار دولار في عام 2004 في تسويق الأدوية للأطباء.و في الولايات المتحدة تم إنفاق مليار دولار في عام 2002 .و عام 2005 أنفقت الولايات المتحدة ما يقارب 29,9مليار دولار بنسبة تقدر ب 57مليار دولار.إن هذه المبالغ التي تنفق يتضح منها ما يلي:56٪ خاص بالعينات المجانية، 25٪لمندوبي المبيعات (المتخصصين في مباشرة ترويج الأدوية)إلى الأطباء،12٪ للمباشرة في الإعلانات،4 ٪للمستشفيات،2 ٪لإعلانات المجلات.هناك بعض الأدلة التي توضح أن تسويق الأدوية يمكن أن يؤثر سلبا على المرضى العاملين في مهنة الرعاية الصحية.
مقدمي الرعاية الصحية

## تسويق الأدوية
يأخذ التسويق ثلاثة أشكال رئيسية: 
- نشاط مندوبي مبيعات الأدوية
- تقديم عينات للأدوية
- رعاية التعليم الطبي المستمر

و قد منعت استخدام الهدايا مثل الأقلام وأكواب القهوة التي تحفر أسماء المنتجات الطبية عليها منذ عام 2008. ومن بين حوالي 237 الف موقع طبي يمثل حوالي 680 الف استفتاء للأطباء عام 2010 حول إذ كان الأطباء يرغبون برؤية المندوب ام لا.و نتيجة لذلك أظهرت الإستفتاءات ان نصف الأطباء يفضلون أو يطلبون تمديد موعد لمقابلة المندوب (حوالي أكثر من 38.5% حتى عام 2008)بينما حوالي 23 ٪ لا يرغبون برؤية المندوب على الإطلاق وذلك طبقا لبيانات الاستفتاء. حيث أظهرت الدراسة أن التدريبات التي تتم في المستشفيات أو النظم الصحية تكون أكثر صلابة من التي تتم عن طريق الممارسات الخاصة لا التعيينات التي يجب أن تمر عبر المكتب الرئيس. لذلك 13,3٪من المكاتب التي يوجد بها طبيب واحد أو اثنين يرفضون مقابلة المندوب مقارنة بالمكاتب التي تحتوي على 10 أو أكثر من الأطباء يكون نسبة رفضهم لرؤية المندوب 42٪. ولذلك فإن أطباء الحساسية هم أكثر الأطباء الذين يمكن مقابلتهم للدعاية.4,2% فقط الذين يرفضون المقابلة يليهم أخصائيو العظام بنسبة 5,1٪ وأخصائيو داء السكري ب7,6% . قسم الأشعة التشخيصية تمثل أعلى نسبة من حيث عدم رغبتهم برؤية المندوب بنسبة حوالي 92.1 ٪ ثم أخصائي الأمراض العصبية بنسبة 92.1٪ و91.8% .
يعتبر التسويق عبر الإنترنت من أهم الوسائل للوصول إلى الأطباء الذين يرفضون مقابلة المندوب ويصل حوالي 23٪ من أطباء الرعاية الصحية الأولية و28٪ من المتخصصين يفضلون الدعاية القائمة عبر الحاسوب وذلك وفقا لدراسة النتائج التي أعلن عنها في 25 أبريل 2011 من الاخبار الطبية الأمريكية التي نشرتها الجمعية الطبية الأمريكية.

### قانون جديد للفارما
أصدرت البحوث والصناعات الدوائية الأمريكية تحديثات للقانون التطوعي الجديد وذلك للتفاعل مع متخصصي الرعاية الصحية في 10 يوليو 2008. إن الخطة الارشادية الجديدة كان لها تأثيرا في يناير عام 2009.
بلاضافة إلى حظر استخدام الهدايا الصغيرة والهدايا التذكارية مثل الأقلام والدفاتر وما إلى ذلك. لذا فإن القانون ينص على:
1. يمنع على ممثلي مبيعات الشركة تقديم وجبات المطعم إلى المتخصصين في الرعاية الصحية ولكن يسمح لهم في بعض الأحيان بتقديم وجبات متواضعة في مكاتب المتخصصين في الرعاية الصحية بالتزامن مع العروض الإعلامية.
2. يشمل ذلك احكاما جديدة تطلب من الشركات ضمان ممثليهم في ان يتم التدريب على القوانين واللوائح والرموز الصناعية.
3. ينص أيضا على أن كل شركة سوف توضح نواياها حول التقيد بالقانون والرؤساء والتنفيذيين عليهم ان يشهدوا كل عام بالامتثال لهذا القانون.
4. يتضمن معايير أكثر تفصيلا بشأن استقلال التعليم الطبي المستمر.
5. توفير ترتيبات إضافية وارشادية وتوجيهيه حول التحدث والتشاور مع متخصصي الرعاية الصحية.

ومع ذلك فإن الحكومة وافقت على منح الفرصة للأطباء وغيرهم من العاملين في مجال الرعاية الصحية لتبرعات للجمعيات الخيرية التي يخترونها مباشرة مقابل المشاركة في برامج ترويجية /التعليمية الصيدلانية.

### العينات المجانية
وقد ثبت ان العينات المجانية على وصفة الطبيب العلاجية. .ان الأطباء الذين يحصلون على عينة مجانية من المرجح ان يصف الاسم التجاري للدواء على الادوية المتكافئه.وجدت دراسات ان مستوى العينات المجانية قد انخفضت لان احتمالية الأطباء ستتيح الحد القياسي لممارسة الرعاية.
إن تلقي العينات الدوائية لا يقلل من تكاليف وصفة الطبيب. .وحتى بعد تلقي العينات تبقى العينة عبء لمسنلمها بسبب تكاليف الوصفة الطبية.
ويقال أن فائدة العينات المجانية هي تجربة العلاج قبل شرائه. وكما أن العينات المجانية تعطى مباشرة للوصول إلى الدواء ويستطيع المريض البدء فورا بالعلاج.أيضا فهي توفر الوقت عند الذهاب للصيدلية للحصول على الدواء المناسب قبل بدء العلاج. حيث أن الادوية لا تعمل بنفس المستوى مع الجميع والكثير منها لا تعمل بنفس الطريقة مع كل شخص.لذلك فإن العينات المجانية تسمح للمرضى بالعثور على ما يناسبهم من حيث نوعية الدواء كذلك عدم إنفاق أموالهم على وصفة طبية وعلاجية.

### التعليم الطبي المستمر
الساعات التي يقضيها الأطباء في الصناعة والمدعومة من التعليم الطبي المستمر هو أكبر من دعم كليات الطب والجمعيات المهنية للممثلي الصناعات الدوائية.
حاليا هناك ما يقرب من 81 الف من ممثلي المبيعات في الولايات المتحدة الأمريكية ومتابعة حوالي 830 الف واصفة طبية علاجية. وسوف يحاول ممثلي المبيعات من رؤية الطبيب كل بضعة أسابيع. .ويكون الممثل لديه قائمة بحوالي من 200 إلى 30 طبيب بحوالي 120-180 أهداف لمقابلة الأطباء في دورة 2-1 أو 3 أسابيع.
و كما أن التحديات الأعمال الهامة كانت سبب الحجم الكبير لقوة المبيعات الدوائية والتنظيم والإدارة وقياس فعالية قوة المبيعات عادة ما يتم تقسيم مهام إلى مجالات استهداف الطبيب وحجم قوة المبيعات وهيكلة والتخطيط وفعالية المبيعات. وقد ادركت شركات الادوية ان تدريب مندوبي المبيعات على العلوم العالمية وحدة لا يكفي خصوصا للمنتجات المماثلة في الجودة. لذلك يتم تدريب ممثلي المبيعات على علاقة بيع المعدات بالإضافة إلى العلوم الطبية ومعرفة المنتج ويمكن لذلك أن يحدث فرقا في فعالية قوة المبيعات. العديد من الأطباء يعتمدون على المندوب المختص للحصول على معلومات عن المنتج لانهم أكثر خبرة من ممثلي الرعاية الصحية.
يوجد بالولايات المتحدة 81 الف من ممثلي المبيعات أو واحد لكل 7,9 طبيب.فإن عدد مندوبي المبيعات يمثل عبئا على وقت الأطباء. وبداء وقت المندوب مع الطبيب يقل شيئا فشيئا والتوسع التكتيكي ولد ازمة الإستراتيجية. لذلك فإن الأطباء لم يعودوا ليضيعوا وقتهم في مقابلة مندوبو المبيعات كما انهم لا يروا أي خطورة في هذا الأمر.
يقوم ممثلي المبيعات بتسويق الادوية في الأسواق المستهدفة على الحجم المناسب لقوة المبيعات. .إن العوامل المؤثرة على هذا القرار هي الوصول الأمثل لعدد من الأطباء الذين يمكن رؤيتهم.و كل طبيب على حدة وعدد المرضى الذين يعانون من حالة مرضية وكم عدد مندوبي المبيعات لتكريس حسابات المستشفى إذ لزم الأمر. ولمساعدة هذا القرار يتم تقسيم العملاء وصولا إلى فئات مختلفة وفقا لوصفة الطبيب والسكان والمرضى وإمكانيات عملهم.
يحاول مندوبي المبيعات تحديد مجموعة من الأطباء لوصف دواء معين. تاريخيا قد تم ذلك عن طريق قياس عدد من إجمالي الوصفات الطبية لكل أسبوع والتي تكتب من كل طبيب. ويتم جمع هذه المعلومات من البائعين والتجار. وبعد ذلك يقرر الأطباء تقسيم عشر مجموعات على أساس أنماط كتابتهم. وتستهدف أكثرهم قوة الكتابة. بعض شركات الادوية تستخدم معلومات إضافية مثل:
1. ربحية وصفة الطبيب
2. إمكانية الوصول إلى الطبيب
3. ميل الطبيب لاستخدام الادوية
4. تأثير الرعاية السابقة على قدرة الطبيب ليصف الدواء
5. تسلسل اعتماد الطبيب (ان يعتمد الطبيب على ادوية جديدة بدلا من الادوية القديمة)وميل الطبيب لاستخدام لائحة واسعة من الأدوية.
6. تأثر الأطباء بزملائم.

إن بيانات التي تصف الأدوية في مستشفى ليست متاحة لأي طبيب. لذلك تستخدم التقنيات التحليلة المتقدمة لتقييم وضع الأطباء في المستشفى.
يعتبر الطبيب أهم عنصر في المبيعات لقيامهم بكتابة الوصفات الطبية وتحديد نوعية الدواء الذي يستخدمه الناس، لذا فإن التأثير على الطبيب هو المفتاح لبيع الادوية. تاريخيا تم ذلك عن طريق قوة مبيعات الأدوية الكبيرة، ويكون لدى الشركة متوسطة الحجم حوالي 1000 مندوب وأكبر الشركات لديها عشرات الآلاف من الممثلي في مختلف انحاء العالم، ويقوم مندوبي المبيعات بدعوة الأطباء بشكل منتظم وتوفير المعلومات السريرية والمقالات الصحفية المعتمدة وأيضا عينات الدواء، ولا يزال هذا نهج يومي لذلك فإن الضغوط الاقتصادية على شركات الادوية تجعلها تعيد النظر في الطريقة التقليدية لبيع الادوية، وقد شهدت هذه الصناعة اعتمادا واسعا من أنظمة الفارما التي تعمل على أجهزة الحاسب. إن العصر الجديد لمنظور الادوية مدعوم ببيانات رئيسية والأدوات اللازمة لتحقيق أقصى قدر من الوقت الذي يقضية الطبيب.

## تأثير الرفاق

### قادة الرأي الرئيسيون
قادة الرأي الرئيسيون (KOL) أو قادة الفكر والشخصيات البارزة مثل أعضاء هيئة التدريس في كلية الطب يؤثرون على الأطباء من خلال وضعهم المنهي. تشارك شركات الأدوية قادة الفكر في عملية تطوير الأدوية. ويجري ذلك في وقت مبكر لتوفير عملية التسويق. وكانت شركات الأدوية تحدد قادة الفكر من خلال الإستفسار المباشر مع الأطباء (البحوث الأولية)، مؤخرا بدأت شركات الأدوية تستخدم تحليل الشبكات الاجتماعية لمعرفة قادة الفكر. مؤخرا بدأت شركات الادوية تستخدم تحليل الشبكات الاجتماعية لكشف قادة الفكر ولأن ذلك لا يدخل في تحيز المدعى عليه الذي يتم العثور عليه عادة في البحوث الأساسية.لذا يمكن تحديد ورسم مجتمع علمي لإقامة دولة للمرض والتي تكون لديها المزيد من اللوائح الفيدرالية لان الطبيب يصف أنماط لا تستخدم لإنشاء شبكة اجتماعية.
هناك بدائل لتوزيع الأطباء اعتمادا على قواعد إيجاد وصفات طبية والقائمين على التسويق ويستطيعوا الإدلاء بمطالبهم وفقا لشركاء استراتيجيات المتخصصين في التخطيط وهذه هي سمة قادة الفكر والتي يمتلكها أو يفقدها الأطباء. مثل هذه التحليلات تستطيع توجيه القائمين على التسويق في كيفية ضبط الروابط ما بين قواد الفكر كمجموعة حسنة النية توصى بعلامة تجارية معينة كما تستطيع تشكيل التطور تساعد في تشكيل التطور الإكلينيكي والمعلومات الإكلينيكية ودليل الفحص السريري على سبيل المثال: وفي النهاية تحسين العناية بالمريض.

### الزملاء
يحصل الأطباء على المعلومات من خلال اتصالات غير رسمية مع زملائهم. . وتتمثل هذه المعلومات في احداث اجتماعية ومعلومات احترافية أو انتماءات مشتركة في المستشفى وانتماءات مشتركة في المدارس الطبية (كليات الطب). بعض شركات الادوية توضح كفاءة طلابها عن طريق كتابة الوصفات الطبية ومستوى معرفة المريض بشكل إعلاني..و يعتبر العشاء الجماعي للأطباء طريقة فعالة لاكتساب معلومات من زملائهم المحترفين. وهذه الاجتماعات تدعم من بعض شركات الادوية.

### مقالات المجلة
وفرت القضايا القانونية الحديثة والولايات المتحدة جلسات استماع في الكونجرس للوصول إلى وثائق صناعة المستحضرات الدوائية وكشفت عن إستراتيجية جديدة في تسويق الادوية. وهناك أنشطة مستقلة أو بعيدة عن التسويق مثل التعليم الطبي المستمر والأبحاث الطبية وهي تستخدم في نشر المقالات حول الدعاية الدوائية.

### شركات التأمين العامة والخاصة
شركات التأمين العامة والخاصة التي تؤثر على كتابة الوصفات الطبية للأطباء من خلال السوابق التي تحد من عدد أنواع الادوية التي تغطيها شركة التأمين. ليس فقط تؤثر على شركة تأمين مبيعات الأدوية عن طريق إدراج واستبعاد دواء معين من الوصفات بل وأيضا تؤثر على المبيعات بمستويات أو معايير أو تصنع قيود بيروقراطية لتقييد وصف بعض الادوية. حيث عام 2006 وضعت الولايات المتحدة خطة جديدة لبيع الادوية من خلال برنامج الرعاية الطبية.وهذا البرنامج يعتبر مشاركة بين شركات التامين الخاصة للتفاوض مع شركات الادوية لوضع الادوية في مستويات محددة

## المرجع
1. ↑  Landefeld C. S.؛ Steinman MA (يناير 2009). "The Neurontin legacy: marketing through misinformation and manipulation". N. Engl. J. Med. ج. 360 ع. 2: 103–6. DOI:10.1056/NEJMp0808659. PMID:19129523.
2. ↑  The Editorial Board (27 نوفمبر 2015). "Turn the Volume Down on Drug Ads". نيويورك تايمز. مؤرشف من الأصل في 2018-06-26. اطلع عليه بتاريخ 2015-11-27.
3. ↑  "www.pharmexec.com". مؤرشف من الأصل في 2013-07-08.

التسويق